# Pier Paolo Scarrone
Pier Paolo Scarrone (Alessandria, 29 giugno 1951) è un ex calciatore italiano.

## Carriera
Figlio d'arte (il padre Secondo giocò in Serie B con Alessandria e Marzotto negli anni cinquanta), centrocampista di classe, ambidestro e all'occorrenza anche rifinitore dietro le punte, Scarrone crebbe nelle giovanili dell'Alessandria, non tardando a diventare oggetto di interesse per le grandi squadre: lo acquistò nel 1970 il Milan, contando di trovare in lui un possibile erede di Gianni Rivera.
Nel Milan tuttavia Scarrone giocò poco, chiuso oltre che dal suo illustre concittadino, anche da Benetti, Bigon e Sogliano, finendo per disputare solamente tre partite nell'arco di due campionati, con una rete all'attivo realizzata contro il Cagliari all'esordio in serie A. Nel 1972-73 venne ceduto al Genoa come contropartita per il passaggio di Maurizio Turone in rossonero e diede così l'addio alla Serie A.
Il prosieguo della sua carriera lo portò infatti a militare nelle file del Bari per due anni in Serie B e tre anni in Serie C, e poi ancora in Serie C con Parma, Reggina, Livorno ed Alessandria, dove è tornato a fine carriera proseguendo a giocare in Promozione e a livello dilettantistico.
È stato direttore tecnico della soccer school del Casale e, dalla stagione calcistica 2012-2013, è allenatore esordienti 2000 dell'Europa-Bevingros Eleven, società dilettantistica di Alessandria.

## Palmarès

### Club

#### Competizioni nazionali
- Coppa Italia: 1

Milan: 1971-1972
- Campionato italiano di Serie B: 1

Genoa: 1972-1973
- Campionato italiano Serie C: 1

Bari: 1976-1977